# Synagoga Gerszona Federa w Łodzi
Synagoga Gerszona Federa w Łodzi – prywatny dom modlitwy znajdujący się w Łodzi przy ulicy Mikołajewskiej 64.
Synagoga została zbudowana w 1909 roku z inicjatywy Gerszona Federa. Mogła ona pomieścić 96 osób. Podczas II wojny światowej hitlerowcy zdewastowali synagogę.